# Civilizații precolumbiene

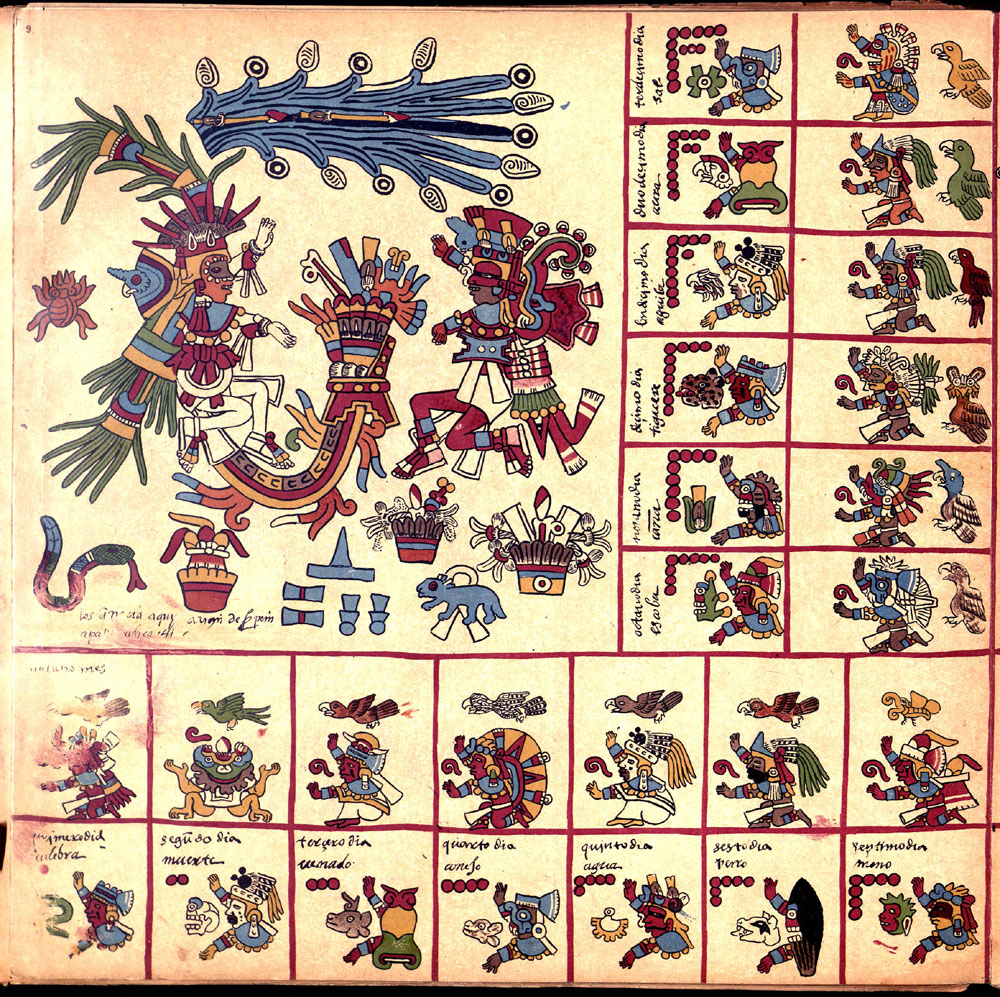
Arta precolumbiană (Codex Borbonicus)

Civilizațiile precolumbiene au fost făurite de acele populații de indigeni din cele două Americi anterior venirii lui Cristofor Columb în "Lumea Nouă" (1492).

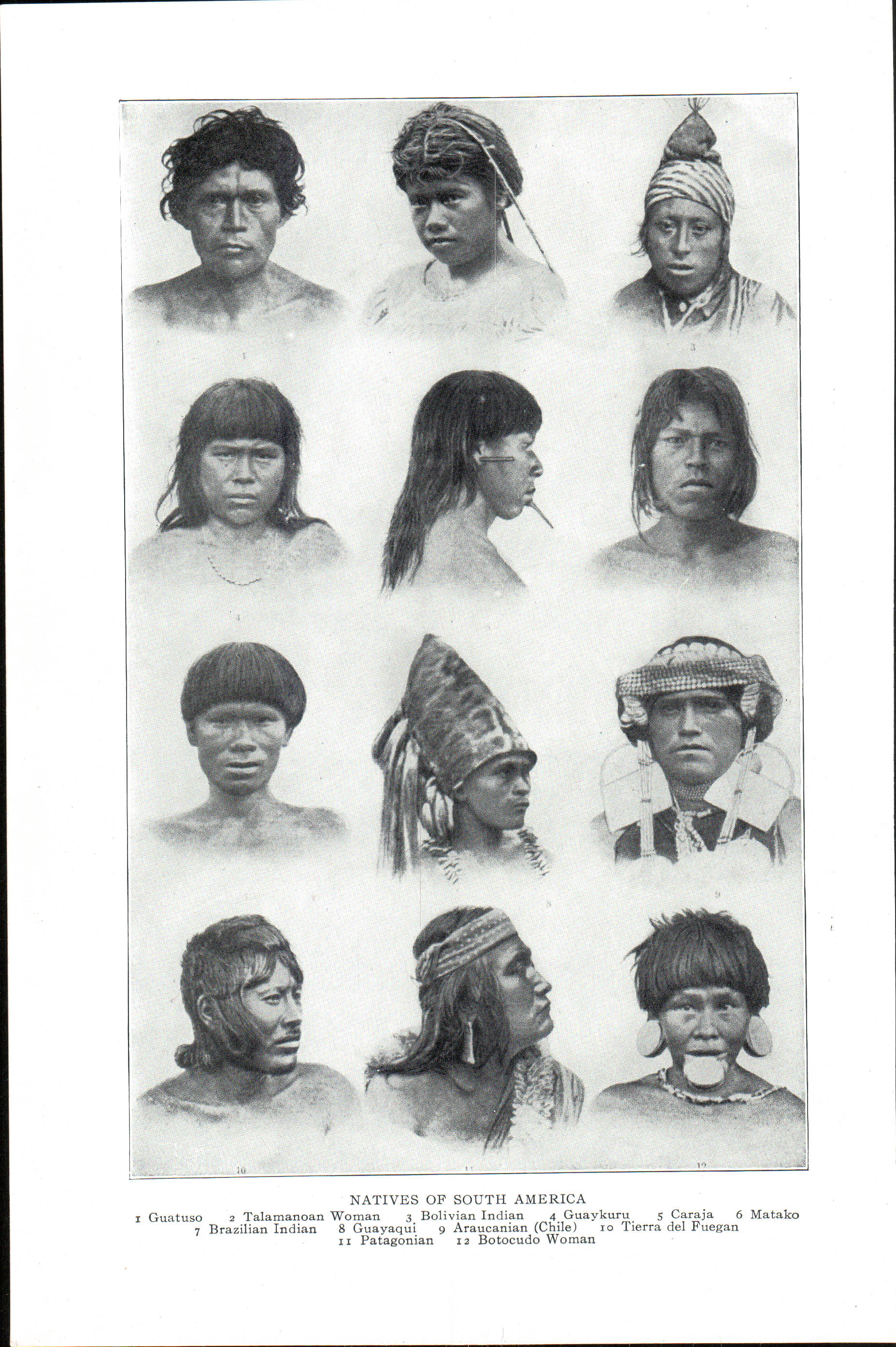
Indigeni Sud Americani

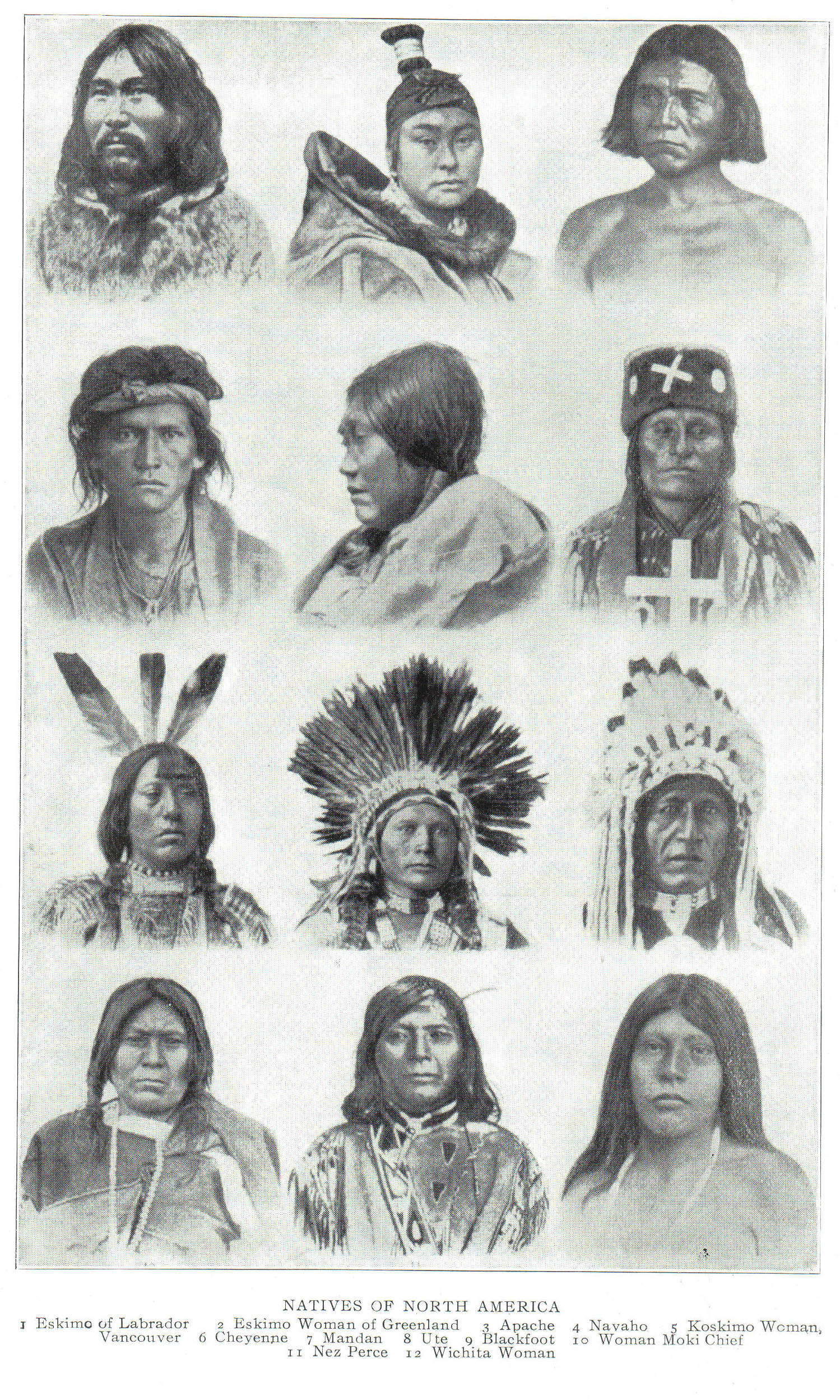
Indigeni Nord-Americani

## Începuturile vieții în America
Multă vreme, europenii au cunoscut doar o parte redusă din suprafața Pământului. Orizontul lor se reducea la Europa, nordul Africii și o parte a Asiei. 

## Caracteristici ale civilizațiilor precolumbiene
La baza economiei amerindienilor stătea agricultura, în special cultura porumbului. Întocmai ca în Orient, societatea era puternic ierarhizată. În vârf se aflau nobilii războinici și preoții, cărora țăranii le datorau supunere. Aceștia erau constrânși la numeroase corvezi pentru ridicarea piramidelor, palatelor și templelor.

## Civilizația Maya
Civilizația Maya este o civilizație misterioasă, despre care nu se știe nici de unde a apărut, și nici cum a dispărut. Civilizația Maya este o civilizație precolumbiană, care a atins apogeul în perioada 300-900 d.Hr. Civilizația Maya este o civilizație mezoamericană – mayașii au locuit în zona cuprinsă între Mexic și America de Sud, în teritoriile care astăzi se numesc: Belize, Honduras, Guatemala, El Salvador, Yucatan, Chiapas. Zonele locuite de mayași au fost și leagănul altor civilizații extrem de avansate, pre-mayașe: civilizația olmeca și cea teotihuacaneană; se crede că mayașii sunt beneficiarii cunoștințelor preluate de la aceste puternice civilizații antecesoare. Civilizația Maya este o civilizație foarte avansată, mai ales în domeniul matematicii, astronomiei și arhitecturii. Preoții mayași erau deținătorii cunoștințelor savante, religia fiind la acea dată strâns legată de astronomie și aritmetică. Mayașii prevedeau cu exactitate eclipsele și însemnau pe tabele deplasările planetei Venus cu o precizie care îi stupefiază și azi pe oamenii de știință. Sistemul mayaș de scriere se baza pe hieroglife.

### Piramida mayașă
Mayașii foloseau baza 20 ca bază de numerație, și nu baza 10, pe care o folosim noi azi.
Mayașii au folosit cifra zero cu mult înaintea altor civilizații.
În ciuda preciziei uimitoare a calendarului mayaș, preoții mayași credeau că Pământul este plat ca un disc și nu și-au dat seama că el se învârte în jurul Soarelui.
Civilizația maya, deși era extrem de avansată, nu a cunoscut invenții precum roata, sticla sau moneda.
Deși posedau cunoștințe astronomice extrem de avansate, mayașii nu aveau decât unelte din piatră; nu au cunoscut aparatele optice, nici vreun instrument oarecare de precizie și nici nu aveau vreo unitate de timp minimală ca ora sau minutul; măsurătorile lor se bazau doar pe urmărirea cu ochii, pe calculele de triangulație și pe măsurarea umbrelor. Prin repetarea calculelor, prin “statistică”, prin transmiterea regulată a rezultatelor, mayașii corectau datele empirice scoase dintr-o geometrie a spațiului destul de sumară.
Civilizația maya era strâns legată de porumb, mayașii ajungând chiar să-l venereze (considerau că omul este născut din porumb).
Preocupările astronomice ale mayașilor, care le depășeau pe cele necesare pentru întocmirea unui calendar agrar, dezvăluie teama acestora față de scurgerea timpului, precum și obsesia lor față de infinit – spațial sau temporal.
Pe lângă astronomie, un alt domeniu în care civilizația maya a excelat este arhitectura: arhitecții mayași sunt considerați astăzi ca cei mai mari decoratori și cei mai prolifici constructori de pe planeta noastră. Mayașii au ridicat mii de construcții care atrag și uimesc și azi prin: armonia formelor, simplicitatea planurilor, puritatea volumelor, ambiția și amploarea proiectelor și printr-o frumusețe de netăgăduit.
Templu mayaș
Deși se folosește adeseori sintagma “calendarul mayaș“, mayașii au avut de fapt 4 calendare și, în funcție de nevoi, foloseau un calendar sau altul pentru a înregistra diferite evenimente:
Primul calendar mayaș se numea Tzolkin, avea 260 de zile (repartizate în 13 luni de câte 20 de zile) și era un calendar sacru, rezervat ghicitului – și mayașii credeau, precum unii dintre oamenii de azi, că data nașterii unei persoane îi determină personalitatea.
Al doilea calendar mayaș se numea Calendarul Haab, avea 365 de zile, era un calendar solar și agricol, și era foarte asemănător cu cel dacic și cu cel gregorian.
Al treilea calendar mayaș se numea Calendarul Sferic și avea 18.980 de zile unice, adică 52 de ani, și a fost obținut prin corelarea primelor două calendare mayașe (care se intersectau o dată la 52 de ani).
Al patrulea calendar mayaș se numea Marea Numărătoare, avea 5 mii și ceva de ani și fusese conceput pentru a “cartografia” timpul peste generații.
Deși extraordinar de exact, calendarul mayaș se oprește brusc în 21 decembrie 2012; acest calendar se bazează pe cicluri, iar în 2012 începe un nou ciclu.
În legătură cu dispariția civilizației maya, s-au presupus mai multe variante – se bănuiesc: o invazie a barbarilor nordici, factori economici, asaltul junglei, o revoluție lentă a masei țărănești contra elitei religioase și aristocratice, etc. Toate sunt însă doar presupuneri, dispariția civilizației mayașe continuând să rămână pentru noi un mister.

## Civilizația aztecă
Aztecii, veniți din sud, s-au stabilit în secolul al XIV-lea pe teritoriul de azi al Mexicului, unde și-au construit capitala, Tenochtitlan. Prin războaie și-au impus dominația de la Atlantic la Pacific asupra teritoriului de azi al Mexicului.